# Hlynur Bæringsson
Hlynur Bæringsson, född 6 juli 1982 i Stykkishólmur, är en isländsk basketspelare. Han har spelat i det isländska landslaget och tog SM-guld säsongen 2010/2011 med Sundsvall Dragons.

## Klubbar
- Skallagrímur
- Snæfell
- Sundsvall Dragons